# Sociedade Esportiva Tiradentes
La Sociedade Esportiva Tiradentes és un club de futbol brasiler de la ciutat de Teresina a l'estat de Piauí.

## Història
L'equip va ser fundat el 30 de juny de 1959. Guanyà el Campionat piauiense per primer cop l'any 1972. Fins a l'any 1990 guanyà cinc títols. Competí al Campeonato Brasileiro Série A els anys 1973, 1974, 1975, 1979 i 1983.

## Estadi
El club disputa els seus partits com a local a l'estadi Lindolfinho. Té una capacitat per a 8.000 espectadors.

## Palmarès
- Campionat piauiense:
  - 1972, 1974, 1975, 1982, 1990